# Pachypodium rutenbergianum
Pachypodium rutenbergianum Vatke, 1885 è una pianta della famiglia delle Apocinacee, endemica del Madagascar.

## Distribuzione e habitat
Questa specie è un endemismo del Madagascar (province di Antsiranana, Mahajanga e Toliara).